# Ринопластика

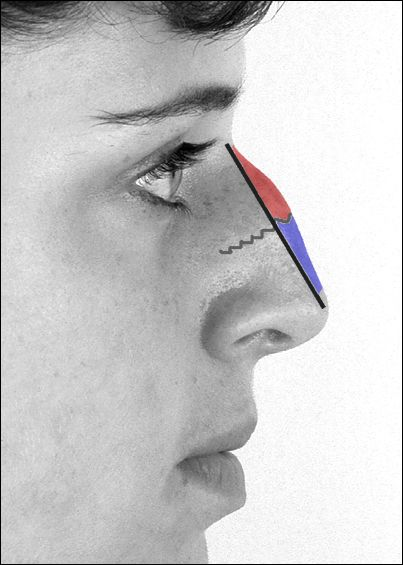
Планируемый объём медицинского вмешательства при удалении большой горбинки со спинки носа. Костная часть горбинки заштрихована красным цветом, а хрящевая — фиолетовым

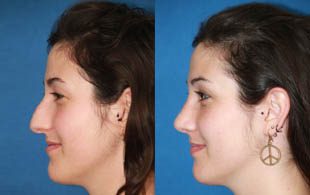
ринопластика до и после

Ринопла́стика (др.-греч. ῥίς, р. п. ῥινός — нос + πλαστική — пластика) — это исправление врождённых или приобретённых деформаций носа, а также полное восстановление отсутствующего носа.
Ринопластика представляет собой операцию, которая выполняется в пластической хирургии, оториноларингологии, челюстно-лицевой хирургии, и подразумевающая не только способы восстановления отсутствующего носа и его частей путём замещения дефектов живыми тканями, но и исправление хирургическим путём врождённых и приобретённых неправильных форм носа. Российский профессор П. И. Дьяконов писал по поводу этого оперативного вмешательства следующее: «Операция исправления обезображенного носа, известная также под названием ринопластика, представляет собой один из частных случаев практического применения общих правил пластической хирургии».
Задача пластических операций состоит в восстановлении правильных форм, которые были нарушены на стадии эмбриогенеза или в результате каких-либо заболеваний, или механических (травматических) повреждений в течение жизни или в случае синдрома Дауна.

## История
Первые операции по ринопластике проводились ещё много веков назад в древней Индии, Аравии и Персии. Техника восстановления носа в своём историческом развитии прошла три периода. Первый период начался примерно за 1000 лет до н. э. в Индии. В этот период хирурги для ринопластики использовали лоскуты ткани со лба, щеки, ягодицы. Второй период развития ринопластики проходил в Европе с 1450 г. до 1760 г. при этом использовали кожные лоскуты с руки, со щеки, а также усовершенствовали технику взятия лоскута со лба. Третий период в развитии ринопластики начался с 1760 г. Начали применять кожный лоскут с подкладкой и с опорой, изучали вопросы, связанные с созданием костной опоры, с восстановлением слизистой оболочки носа. Появилась обширная научная литература, посвящённая вопросам ринопластики.

### Ринопластика в древности
Первые упоминания о ринопластике можно обнаружить в древнейшем индийском манускрипте Susrutas Ayur Veda. Аюрведа («Знание жизни») — является древнеиндийским литературным памятником. По нему можно получить представление о состоянии медицины в Древней Индии. «Аюрведа» — фактически первое медицинское произведение, в основании которого лежали некие научные исследования. Однако много места в нём отводилось вмешательству в течение заболеваний и в излечение от них божественного, сверхъестественного, описанию религиозных обрядов. Это произведение создавалось постепенно, на протяжении многих десятилетий. Древнейшая редакция «Аюрведы» принадлежит врачу Атрейе, более поздняя — врачу Хараке (Чараке), позднейшая, которая более сохранилась, врачу Сушруте. «Сушрута-самхита» — трактат о хирургии. Индийские хирурги добились значительных успехов в соблюдении стерильности при проведении операций, умело владели хирургическим инструментарием. Они освоили технику восстановления носов, ушей, губ, потерянных или искалеченных в бою или по приговору суда. При ринопластике восстанавливали нос, используя для этого кожу щеки. В дальнейшем трансплантат брали в области лба. Для этого со лба выкраивали лоскут кожи на питающей ножке. Кровообращение в лоскуте сохранялось, что способствовало его приживлению. Недостатком являлось наличие рубца в области взятия кожи. Технику ринопластики освоили многие хирурги Индии. Она в дальнейшем всё более и более совершенствовалась. Английские врачи Дж. Финдей и Т. Круссо приводят описание операции ринопластики, которую они видели в Бомбее в 1494 году.
Английский военный хирург Люкас научился выполнять ринопластику и затем многократно оперировал больных, применяя индийскую технологию.

### Ринопластика в Средние века
Техникой ринопластики вначале овладели итальянские хирурги. Сицилийский хирург Бранка из Катании, живший в первой половине XV века, обладал искусством изготавливать носы из кожи лица.
Где ознакомились с ринопластикой хирурги семейства Бранка, неизвестно. Возможно, этому способствовали арабы или египтяне. Может быть, к этому имели отношение итальянские путешественники. Антонио Бранка является создателем итальянского способа ринопластики. В дальнейшем ринопластика была освоена другими итальянскими хирургами, принадлежавшими к различным семействам. Одним из учеников семейства Vianeo был «отец пластической хирургии» Гаспаре Тальякоцци (1546—1599). Со временем он стал профессором медицины и анатомии в Болонском университете. Этот итальянский хирург первым с научной точки зрения описал ринопластику и её значение для хирургии. Он также первым широко обнародовал это искусство и сделал его доступным для других хирургов Европы. Все свои исследования по пластической хирургии Г. Тальякоцци изложил в труде «De Chirurgia Curtorum Per Insitionem», вышедшем в 2-х тт. в Венеции в 1597 г. После смерти Г. Тальякоцци в 1599 г. в Италии осталось очень мало последователей ринопластики. Его работы были продолжены Джованни Кортези (Giovanni Battista Cortesi, 1554—1636), который был учеником Г. Тальякоцци. Со временем эта операция по ряду причин была забыта в Европе почти на 200 лет. Возрождение ринопластики в Европе в XVIII веке обязано в основном хирургам Ост-Индской компании, которые не сочли для себя унизительным овладевать искусством ринопластики под руководством индийских хирургов.

### Ринопластика в Новое время
Окончательно ринопластика была признана европейскими хирургами в начале XIX века. Технику восстановления носа освоил в Калькутте английский хирург Дж. К. Карпью (J. C. Carpue). Он усовершенствовал технику ринопластики, занимаясь хирургической практикой в Лондоне. В Германии немецкий хирург Карл Фердинанд фон Грефе (отец) (Carl Ferdinand Graefe, 1787—1840) произвёл частичную ринопластику из кожи щеки в 1811 г., он восстановил девочке кончик носа из рядом расположенных участков кожи. В Германии начали осваивать новые способы ринопластики. В 1816 г. Грефе восстанавливал нос по методу Г. Тальякоцца. Новоитальянский метод начал своё возрождение. Грефе принадлежит заслуга также в том, что он возвратил к итальянскому способу ринопластики прежнее внимание хирургов и способствовал возникновению новых методов ринопластики. Новоитальянский способ Грефе и индийский способ Карпю стали широко применяться в Европе хирургами до асептического периода. Эти хирурги вносили свои усовершенствования в технику выкраивания лоскута. Например, достоверно известно, что Бюнгер, в 1823 г. вырезал у одной больной в области бедра кусок кожи и перенёс его на нос; однако большая часть лоскута омертвела, но произошло также и частичное приживление ткани.
Но только Иоганн Фридрих Диффенбах (Dieffenbach Johann Friedrich, 1792—1847) довёл пластическую хирургию до высшего значения тем, что научил хирургов применять основные её начала в различных болезненных формах и перестал смотреть на этот предмет с косметической точки зрения, которая, во всяком случае должна играть только второстепенную роль. Последний и, во многих отношениях, не менее значительный шаг был сделан Бернгардом Рудольфом Конрадом фон Лангенбеком (B. R. K. Langenbeck, 1810—1887), который первым сумел при пластических операциях использовать с хорошим результатом надкостницу, чтобы выполнить недостающую костную опору в повреждённых или в недостаточно развившихся частях (в особенности в области носа и неба). Он основывался на том, что надкостница принимает активное участие в регенерации кости. Б. Лангенбек выкраивал для крыльев и для перегородки носа лоскут со лба, с тремя лопастями на концах для удвоения, кроме того, располагал лоскут на лбу в косом положении.
Американец Дж. Рок в 1887 г. провёл операцию по исправлению кончика носа и опубликовал её результаты с описанием техники.
Проблемами ринопластики в Российской империи занимались такие ученики и последователи
Н. И. Пирогова, как В. А. Караваев, А. А. Китер, П. Ю. Неммерт и др. Киевский профессор Владимир Афанасьевич Караваев предложил 12 оригинальных операций, среди них большую часть представляют пластические операции. В журнале «Друг здравия» за 1840 г. была опубликована его статья. «Ринопластика, образование правой стороны, правого крыла и перегородки носа», в которой он сообщил и о своей методике проведения операции. «Кусок кожи, писал В. Караваев, взятый в одном месте и перенесённый в другое, подчиняется новым влияниям жизни и поэтому принимает другую жизнь и совсем другую организацию, чем та, которой он обладал, будучи на своей родительской почве. Если бы кто-нибудь исследовал заново образованную перегородку носа, которая теперь имеет крепость хряща и есть прекрасной опорой для кончика носа, то он бы не поверил, что она могла быть образована из жирной и мягкой кожи щеки». В. А. Караваев описал также и свой метод выпрямления спинки носа куском кожи со лба, способ восстановления дефекта крыла носа, образование перегородки носа из верхней губы.
Длительный период цель преследуемая хирургами при ринопластике была восстановительной (при травмах, болезнях и врождённых дефектах), а эстетические факторы только сопутствовали основной цели. И вот в конце XIX века начинают производить операции, учитывая эстетические аспекты. Первопроходцем в этом вопросе был врач из Рочестера Джон Орландо Рой (1848—1915 гг.), описавший методику коррекции курносого носа. Он первым предложил закрытый способ операции. Также он разработал методику подкожной коррекции профиля носа, уменьшения его размеров и удалении горба. Чуть позже появилась публикация на аналогичную тему Жака Жозефа, который разделяет с Роем славу отца эстетической ринопластики. Именно он сформулировал основные принципы корригирующих и реконструктивных операций на лице. В 1900—1901 годах появились сообщения об успешной пересадке хряща перегородки носа при исправлении седловидной деформации носа.
Легендарным пластическим хирургом советской эпохи был доктор Цопе, Хуцидзе Вахтанг Галактионович (пластический хирург, оториноларинголог), проводивший с 1956 года операции носа закрытым доступом, деятельность которого отображает документальный фильм «Сделайте меня красивой», снятый московскими кинодокументалистами в 1984 году. В 1980-х годах данный вид операции стал особенно популярным. Разрабатывались различные методики, в том числе известным Российским пластическим хирургом Вульфом Игорем Александровичем была изобретена новая менее травматичная методика «закрытой ринопластики» — процедура проводится специальным инструментом через точечные разрезы. Реабилитационный период после такого вмешательства не превышает 2-х недель.

## Хирургическое вмешательство

### Показания к ринопластике

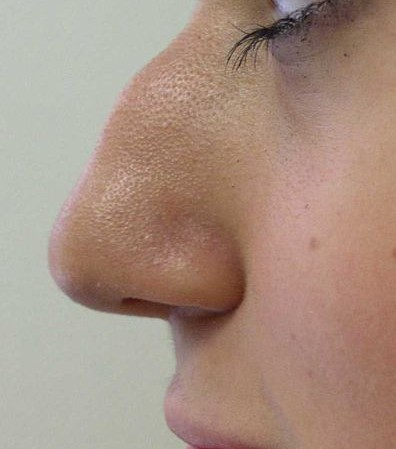
Нос 18-летней девушки с горбинкой на спинке

Если дефекты носа были врождёнными, ринопластику можно проводить с 18 лет, хотя окончательное формирование носа заканчивается в среднем к 20 годам (формирование костной ткани носа заканчивается примерно к 16—18 годам, а хрящевой — примерно к 20 годам). Оптимальный возраст для проведения ринопластики — от 20 до 35 лет.
Ринопластика показана в следующих случаях:

##### Горбинка на спинке носа
Данная проблема является одной из наиболее частых причин обращения к пластическому хирургу. Горбинка может носить врождённый характер или являться результатом перенесённой травмы. Она может отличаться по высоте, быть симметричной или асимметричной. После коррекции хорошим эстетическим результатом будет являться ровная слегка пологая спинка носа, с анатомически правильными контурами.

##### Утолщение переносицы
Утолщение может быть врождённым дефектом или сформироваться впоследствии травмы. В большинстве случаев коррекция данной проблемы предусматривает остеотомию, в ходе которой удаляются избыточные сегменты кости.

##### Седловидная форма носа
Такая форма характеризуется проседанием (западением, углублением) спинки носа, кончик носа при этом поднимается кверху. Различают разные степени западения в зависимости от выраженности: от умеренно выраженной седловидности до тяжёлых форм с ярко выраженными дефектами структур носа.

##### Боковое искривление носа
Боковое искривление носа в области спинки чаще всего бывает результатом травмы, либо особенностями развития. В зависимости от характера выраженности выделяют до четырёх степеней боковой деформации.

##### Слишком крупный, большой, нарушающий пропорции лица нос
В таких случаях нос имеет достаточно правильную форму, но нарушена гармония лица по причине избыточной величины носа.

##### Неправильная форма кончика носа
К проблемным формам кончика носа относятся:
- крючковатая форма
- чрезмерно вытянутый
- заострённый
- раздвоенный
- вытянутый книзу
- большой, недостаточно изящный, неопределённой формы

##### Негармоничная форма крыльев носа и ноздрей
Ноздри могут быть выпирающими, слишком крупными, слишком широкими или слишком толстыми. Часто это так называемые этнические формы ноздрей.

##### Слишком длинный нос
Длина такого носа значительно превышает гармоничные размеры, согласно которым считается, что нос должен занимать третью часть длины лица, по ширине — третью часть ширины, высота — в полтора раза больше его ширины.

##### Затруднение носового дыхания
Если затруднение носового дыхания возникло в результате деформаций (искривление носовой перегородки) или изменённых размеров хрящей носа.

##### Каноны красоты
Существующие в актуальный промежуток времени каноны красоты на определённую форму или размеры носа являются относительными показаниями к ринопластике.

### Противопоказания к ринопластике
- возраст до 18 лет (в некоторых случаях возможны исключения, например, в случае травмы ринопластика может быть проведена в более раннем возрасте).
- возраст после 40 лет (в связи с возрастанием риска развития осложнений, а также замедлением заживления тканей в силу ослабления регенеративных процессов).
- заболевания сердечно-сосудистой системы, в частности, ишемическая болезнь сердца, сердечная недостаточность и артериальная гипертензия.
- заболевания печени и почек.
- сахарный диабет.
- нарушение свёртываемости крови.
- фолликулит в области планируемого оперативного вмешательства.
- акне в области планируемого оперативного вмешательства.
- острые вирусные заболевания.
- онкологические заболевания.
- психические заболевания.

Перед проведением ринопластики рекомендуется посетить психолога. Бывают случаи, когда человек имеет совершенно нормальный нос без каких-либо функциональных и эстетических дефектов, но ему кажется, что нужна операция. В подобных случаях у пациента могут быть такие заболевания, как дисморфофобия и дисморфомания, и ему требуется не проведение оперативного вмешательства, а помощь психолога и/или психиатра. Проведя специальные замеры, хирург может сказать, действительно ли у человека имеются дефекты носа, или же этого не наблюдается. В челюстно-лицевой хирургии существуют среднестатистические параметры размера и формы носа, а также его гармоничного расположения относительно глаз, лба, ушей, губ и подбородка.
Перед хирургическим вмешательством также рекомендуется по возможности больше отдыхать, не курить, не употреблять алкоголь и любые лекарственные препараты без ведома врача. На консультации с пластическим хирургом рекомендуется воспользоваться компьютерным моделированием, с помощью которого можно увидеть предполагаемый внешний облик носа после операции.

### Хирургическое вмешательство после травм
После травмы носа возникают две проблемы: нарушается носовое дыхание и меняется форма носа.
В случае травмы, на раннем этапе заживления (первые 10 дней) без хирургического вмешательства, амбулаторно, восстанавливается первоначальное расположение спинки носа (при боковом смешении, искривлении). Возможность восстановления ухудшенного носового дыхания и в других случаях изменения формы, устанавливается при осмотре.
Если травма была серьёзной, выполняют реконструкцию носа с восстановлением как внешних, так и внутренних структур. Нередко внутренние операции на носу выполняются пациентам после неоднократно перенесённых операций по ринопластике.
Необходимым считается операционное вмешательство после перенесённой травмы, которой может сопутствовать нарушение носового дыхания (искривление носовой перегородки). Операцию желательно выполнять за один этап — восстановить физиологию дыхания (подслизистая резекция носовой перегородки) и изменить форму носа (собственно эстетическая ринопластика).

## Виды ринопластики
Различают следующие виды коррекции носа:

### Септопластика
Производится при искривлении носовой перегородки. Искривление перегородки может быть как врождённым, так и в результате травм. Кроме того, такое искривление может быть результатом возрастных изменений. В большинстве случаев (80 %) перегородка носа бывает немного деформирована. Однако оперативное лечение данной проблемы требуется лишь при нарушении функции носового дыхания.

### «Закрытая ринопластика»
При закрытой ринопластике проводится один или несколько разрезов в зависимости от целей, которые поставлены для коррекции в полости носа. Хирург отделяет кожу носа, носовых костей и хряща, которые составляют каркас носа. После этого врач может легко менять их форму, удалять излишек хряща или кости, наращивать объём, чтобы достичь желаемой формы. К примеру, чтобы немного сузить нос, хирург может удалить хрящ в области спинки носа. Удаление выступающих частей костей носа проводится с помощью особого инструмента — долота. После того, как хирург изменил форму костей носа и хрящей, он сшивает обратно разрез мягких тканей. При закрытой ринопластике хирург не делает разреза колумеллы.
В большинстве случаев ринопластика проводится закрытым методом, без внешних надрезов. Если же такой разрез необходим, его располагают на ножке колумеллы в самом незаметном месте. Обычно операция длится около 1 часа и проводится под общей анестезией. До проведения операции хирург тщательно исследует дыхательную функцию и по показаниям выполняет пластику перегородки носа и вмешательство на нижних носовых раковинах. Для получения хорошего эстетического и главное функционального эффекта, предоперационное обследование функции носового дыхания крайне важно и должно проводиться высококвалифицированными в этой области специалистами и с использованием самого современного диагностического оборудования, чего реально не делается в большинстве клиник пластической хирургии.
В случае, если ринопластика требует использования костного трансплантата, он берётся либо от костной ткани черепа, либо от бёдер или от грудной клетки; кроме того, когда никакой тип аутотрансплантата не доступен, может быть использован искусственный трансплантат (англ. nasal implant) для увеличения моста носа. Для увеличения спинки носа предпочтительнее использовать хрящевые и костные трансплантаты, взятые у самого пациента (а не искусственные), поскольку это снижает вероятность гистологического отторжения и медицинских осложнений.
Во время операции хирург может выполнять вмешательство только на хрящевом отделе носа, тогда реабилитационный период сокращается до 5—7 дней, или на всех структурах носа (на хрящах и костях). Во втором случае объём операции увеличивается, что требует более длительного периода реабилитации (до 12—14 дней).

### Открытая ринопластика
Открытая ринопластика проводится в случае большего объёма вмешательств на нос, а также в случае повторных реконструктивных вмешательств. При этом разрезы делаются как в полости носа (краевой разрез, который используется также изолированно при открытом доступе), так и в области колумеллы — вертикальной складки кожи, которая отделяет ноздри. После разреза мягких тканей, хирург проводит манипуляции на носовых костях и хрящах носа, как и в случае закрытой операции ринопластики.

### Вторичная ринопластика
Вторичная ринопластика, или ревизионная ринопластика, проводится с целью коррекции проблем, которые остались после первой ринопластики. Такие проблемы могут быть как незначительными и легкоустранимыми, так и зачастую довольно трудными. Вторичная ринопластика может быть как открытой, так и закрытой.

### Безоперационная ринопластика
Безоперационная ринопластика не является полной альтернативой традиционной ринопластике. С её помощью могут быть исправлены только небольшие дефекты. Среди всех пациентов, обращающихся к пластическим хирургам с целью проведения ринопластики, только у 5—7 % коррекция может быть проведена одним из безоперационных способов.
Ринопластика с помощью филлеров
В некоторых случаях пациент хочет не изменять форму носа, а лишь корректировать некоторые мелкие изъяны, например, сглаживание острых углов, изменение угла кончика носа, восстановление симметрии носа и т. д. В таких случаях на помощь могут прийти филлеры. После 2000 года врачи стали успешно развивать методы безоперационной ринопластики с использованием современных филлеров. С их помощью можно «закруглить» кончик носа, «убрать» впалости в области крыльев носа, «замаскировать» горбинку, если она небольшого размера. Естественно, что восстановительный период такой ринопластики протекает гораздо легче, быстрее, да и стоимость этой операции в сравнении с традиционной ринопластикой также значительно меньше. Но результат ринопластики с помощью филлеров сохраняется ненадолго: нос сохраняет новый вид обычно от нескольких месяцев до полутора лет, поскольку со временем филлеры рассасываются. Время рассасывания зависит от того, какие филлеры были использованы, а также от уровня их качества. В некоторых случаях на месте введения препарата формируется фиброзная ткань, которая остаётся после его рассасывания, и повторные инъекции не требуются. Существует вероятность «миграции» введённого вещества. При многократных инъекциях возможно изменение структуры тканей носа.
Ринопластика с помощью рассасывающих препаратов
Существуют также специальные гормональные препараты, которые вызывают рассасывание тканей, позволяя устранить неровности и выпуклости, не устраивающие пациента. Данную методику чаще применяют для коррекции кончика носа, крыльев носа и надкончиковой зоны. Изредка при помощи этих препаратов можно провести коррекцию костного отдела носа, например, горбинки. Хирургу необходимо чётко определить, куда нужно ввести препарат и сколько его потребуется; препарат необходимо вводить именно в выпуклость, от которой пациент хочет избавиться. Важно проследить, чтобы препарат понемногу попал во все точки. Результаты подобной коррекции можно увидеть через 2—3 недели. Иногда процедура проводится в несколько этапов, поскольку при введении рассасывающих препаратов необходимо соблюдать осторожность.
Ринопластика с помощью нитей Aptos 
При помощи нитей Aptos можно «подтянуть» кончик носа и провести коррекцию крыльев носа. Нити Aptos устанавливаются через проколы и «подтягивают» необходимые участки носа. Данная методика хирургами широко не применяется в связи с высокой вероятностью грубого рубцевания на месте введения нити, контурирования, разрыва нити, что довольно вероятно, учитывая подвижность носа.

## Реабилитационный период

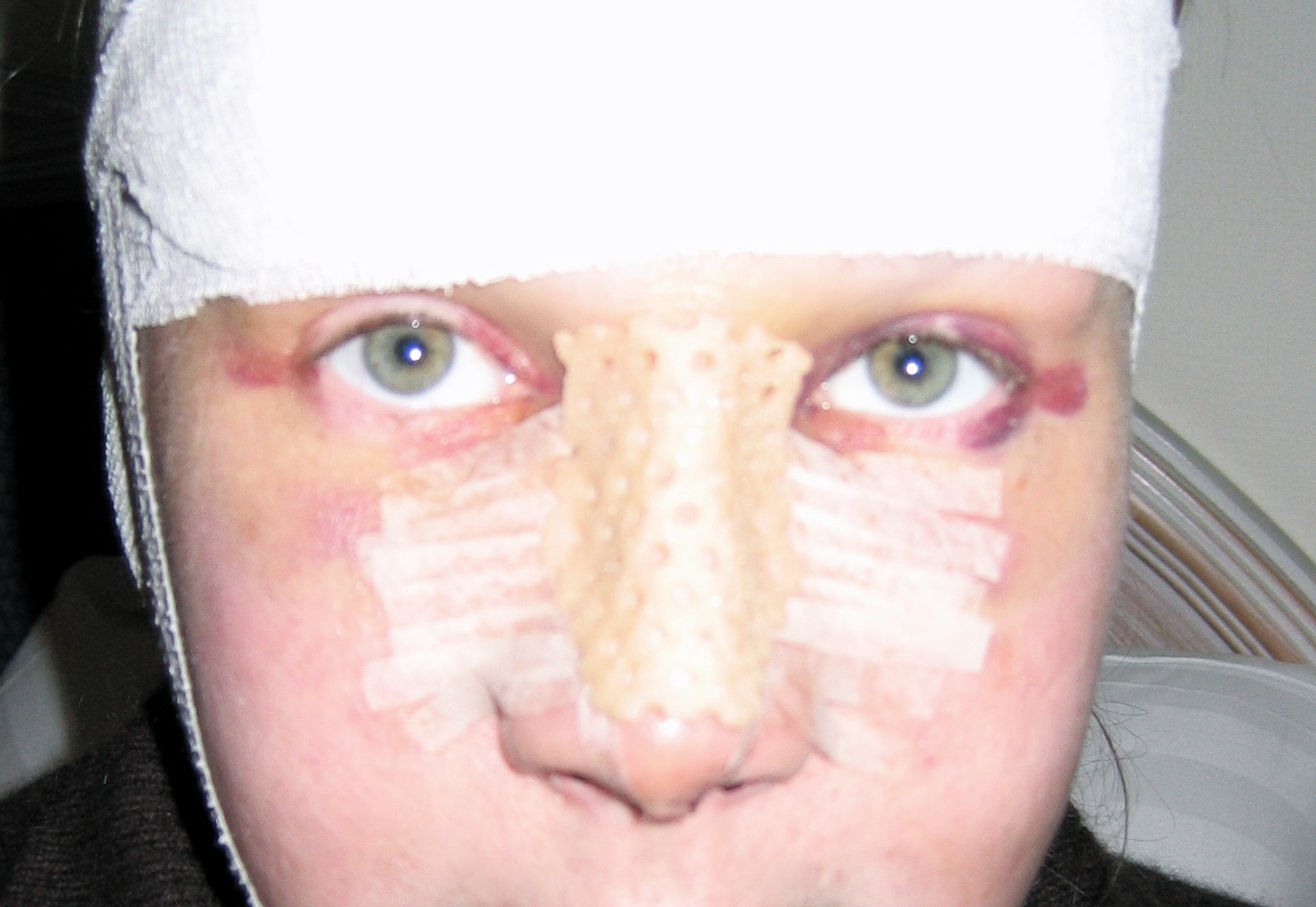
Пациент на 3-й день после ринопластики

После проведения ринопластики, как правило, наблюдается сильный отёк носа и в области вокруг глаз.
После операции необходимо ношение гипсовой повязки не менее 7—10 дней, если проводилась остеотомия. Отёки частично проходят через 10—20 дней. Предварительный результат оценивается через 6 месяцев, окончательный — через 12 месяцев. Как правило, послеоперационный период не доставляет пациенту болезненных ощущений. Некоторое время пациенту приходится дышать ртом, если хирург считает необходимым оставить тампоны в носу до трёх дней.
Срок заживления во многом зависит от индивидуальных особенностей организма и возраста пациента, поэтому врач может назвать только приблизительную продолжительность реабилитации. После снятия гипса необходимо посещение врача с указанной им периодичностью для осмотра.
После ринопластики рекомендуется ограничивать физические нагрузки. Поскольку в первые недели нос ещё слабый и его легко травмировать, рекомендуется на время отказаться от ношения очков. Чтобы не спровоцировать носовые кровотечения, из питания рекомендуется исключить слишком горячую и слишком холодную пищу.
Также существует ряд врачебных рекомендаций по ограничениям после ринопластики:
Отказ от курения минимум на 30 дней, как до, так и после операции. Игнорирование этого пункта может вызвать осложнения, вплоть до некроза.
Поскольку в первые недели нос ещё слабый и его легко травмировать, рекомендуется на 1-2 месяца, а желательно и дольше, отказаться от ношения очков, и перейти на контактные линзы.
Стоит ограничить физические нагрузки. К любительским занятиям спортом можно вернуться через 2 месяца, профессиональным — не менее, чем через 6 месяцев.
В течение 2 месяцев рекомендуется отказаться от посещения бань, саун, бассейнов и каких-либо водоёмов, а также от загара.
Чтобы не спровоцировать носовые кровотечения, из питания рекомендуется исключить слишком горячие и слишком холодные пищу и напитки. Также, для избежания лишней отёчности, желательно ограничивать потребление солёной пищи.
Также следует соблюдать ряд общих рекомендаций: не спать на боку и животе, не снимать самостоятельно гипс и не менять тампоны, стараться аккуратнее смеяться, чихать и кашлять. Нарушение рекомендаций врача может затянуть реабилитационный период и даже ухудшить ожидаемый результат.

## Осложнения после ринопластики
1. Аллергическая реакция на анестезию.
2. Носовое кровотечение. Обычно не представляет опасности, блокируется тампоном. Может продолжаться в течение 2—3 дней.
3. Отёк носа. Может вызвать затруднение носового дыхания в период реабилитации.
4. Отёки, распространяющиеся на веки и на другие области лица.
5. Подкожные гематомы в области нижних век.
6. Снижение чувствительности носа и верхней губы во время реабилитационного периода.
7. Инфекции. После проведения операции необходим курс антибиотиков.
8. Образование шрамов (рубцов). Может потребоваться повторное оперативное вмешательство для их коррекции.
9. Затруднение носового дыхания в дальнейшем (может возникнуть при удалении большой горбинки с узкого носа, поскольку в данном случае горбинка служит вертикальным расширением носовых проходов).
10. Нарушение обоняния.
11. Перфорация носовой перегородки.
12. Атрофия носовых хрящей.
13. Снижение упругости кожи носа и её «провисание», приводящее к нарушению формы кончика носа (может возникнуть при избыточном удалении костной и хрящевой ткани).
14. Образование сосудистых сеток на коже носа.
15. Пигментация кожи носа, остающаяся на длительное время.
16. Некроз тканей носа (редко).
17. Неудовлетворённость результатом операции.

Помимо перечисленных осложнений существует также риск летального исхода, который может быть вызван анафилактическим шоком. Как одно из наиболее опасных осложнений лекарственной аллергии, анафилактический шок примерно в 10—20 % случаев заканчивается летальным исходом.

## Результаты операции
Решение на ринопластику каждый принимает индивидуально. И оно не обязательно будет одобрено окружающими, поэтому пациенту следует быть готовым к неожиданной реакции друзей и родственников. Ведь изменениям подвергнется не только форма одного носа, но и облик в целом. Может случиться, что родственники будут выплёскивать обиду из-за утраты характерных семейных или этнических черт лица. Но часто даже самые близкие люди не замечают больших перемен после операции потому, что форма носа обретает задуманный пациентом и хирургом вид довольно долго, а отёчность тканей, образовавшаяся после операции, маскирует полученный эффект. Также изменения носа, полученные в ходе операции, не передаются по наследству, поскольку пластика не влияет на генетику, а даёт лишь внешний эффект. Полный курс постоперационной реабилитации длится до 6—8 месяцев. Именно поэтому итоговый результат ринопластики оценивают не ранее указанного срока.

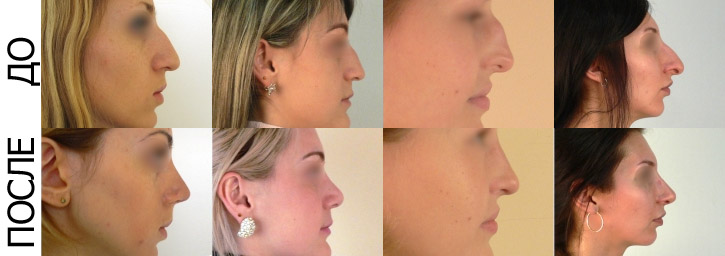
Фото до и после проведения ринопластики

## Повторная ринопластика
Особо сложными вмешательствами являются так называемые вторичные ринопластические операции, которые следуют после неудачно проведённых пластик носа, либо в тех случаях, когда операция прошла относительно успешно, но её результат не соответствует ожиданиям пациента (к примеру, «новый» нос может оказаться «слишком исправленным» и выглядеть на лице чужеродно, плохо сочетаясь с остальными чертами лица). Предсказуемость окончательной формы носа обычно не более 70 %. Результат зависит как от квалификации пластического хирурга, так и от индивидуальных особенностей организма пациента. Около 30 % пациентов по тем или иным причинам остаются неудовлетворёнными результатом первичной ринопластики. Проведение вторичных операций возможно не раньше, чем через 6 месяцев после первичного вмешательства. Причиной для повторной ринопластики может послужить: неправильно сшитые хрящи, которые делают нос неестественно коротким; чрезмерное уменьшение колумеллы, приводящее к т. н. «слепому носу» (колумелла выглядит втянутой и находится практически вровень с ноздрями носа); чрезмерное удаление хрящей, в результате чего деформируется форма кончика носа; чрезмерное удаление латеральных хрящей.